# Gradski stadion (Koprivnica)
El Gradski stadion Koprivnica también llamado Stadion Ivan Kušek Apaš es un estadio de fútbol ubicado en la ciudad de Koprivnica, Croacia. Es el estadio en el que disputa sus partidos el club NK Slaven Belupo de la Liga croata, tiene una capacidad para 4.000 espectadores.
En mayo de 2007, la ciudad de Koprivnica (propietaria del estadio) terminó de instalar proyectores para que los partidos de liga y de torneos de la UEFA se pudieran disputar con luz artificial.
El 27 de mayo de 2016 la Selección de Croacia disputó en el estadio un partido amistoso internacional contra la Selección de Moldavia, el partido terminó con una victoria por 1-0 para el conjunto croata.
En abril de 2018, por decisión del Ayuntamiento de Koprivnica, el Gradski stadion Koprivnica pasó a llamarse Stadion Ivan Kušek Apaš en homenaje a un exfutbolista y propulsor de los deportes en la ciudad.